# Pedro Ángel Palou Pérez
Pedro Ángel Palou Pérez (Orizaba, Veracruz de Ignacio de la Llave; 11 de mayo de 1932-Puebla de Zaragoza, Puebla; 11 de enero de 2018) fue un historiador, cronista, periodista y escritor mexicano. 

## Biografía
Pedro Ángel Palou fue una de las figuras más emblemáticas del sector histórico y cultural no sólo de la ciudad de Puebla de Zaragoza, sino del estado en general, y sus aportaciones son muy numerosas, por lo que se le ha distinguido con el cargo de cronista del Estado de Puebla —de conformidad con decreto oficial del Honorable Congreso local— y galardonado con incontables premios y distinciones; entre ellos el doctorado honoris causa que le concedió la Universidad Iberoamericana Puebla en 2004.

### Estudios
El profesor Pedro Ángel Palou Pérez realizó sus estudios de nivel básico, medio y superior en varias instituciones de los estados de Puebla y Veracruz. Entre sus estudios superiores se cuentan los relacionados con la Historia y el Periodismo. Cursó su formación en el Instituto Laubscher —ya desaparecido—, Instituto Oriente —ahora Instituto Oriente de Puebla—, Universidad de Xalapa —hoy Universidad Veracruzana— y en la Universidad de Puebla —hoy Benemérita Universidad Autónoma de Puebla—.
En su trayectoria ha sido miembro de diversas sociedades y consejos como el Seminario de Cultura Mexicana, la Sociedad Mexicana de Geografía y Estadística, miembro de número del Consejo para la Crónica y la Historia del Municipio de Puebla y coordinador del Consejo de la Crónica del Estado de Puebla.

### Familia
Pedro Ángel Palou es padre del también escritor, novelista y periodista Pedro Ángel Palou García, exrector de la Universidad de las Américas de Puebla y exsecretario de Cultura de la entidad —cargo que también ocupó Pedro Ángel Palou padre—.

## Cargos públicos ocupados
- Jefe de Relaciones Públicas del Ayuntamiento de Puebla.
- Jefe de Relaciones Públicas del Gobierno del Estado de Puebla.
- Jefe de Relaciones y Publicidad del Centenario de la Batalla del 5 de mayo de 1862.
- Director de la Comisión de Promoción Cultural del Gobierno del Estado de Puebla.
- Regidor del Ayuntamiento de Puebla (1969-1972).
- Secretario de Cultura del Gobierno del Estado de Puebla.
- Director general de Extensión Cultural de la Secretaría de Cultura del Gobierno del Estado de Puebla.
- Subsecretario de Cultura del Gobierno del Estado de Puebla.
- Cronista del Municipio de Puebla.
- Cronista del Estado de Puebla.
- Coordinador del Consejo de la Crónica del Estado de Puebla.

## Obras y trabajos publicados
Entre las numerosas obras y libros que el Profesor Pedro Ángel Palou ha escrito, se cuentan los siguientes (muchos de ellos han sido publicados por el Gobierno del Estado de Puebla y el Honorable Ayuntamiento de la Heroica Puebla de Zaragoza):
- Puebla: historia de su fundación.
- Momento luminoso y estelar del 5 de mayo y la intervención (del cual se publicaron nueve ediciones).
- Conciencia olímpica.
- Fundación de Puebla y 3 momentos de su historia.
- José Luis Rodríguez Alconedo. México, Editorial Planeta, 2004. (Colección Grandes protagonistas de la historia de Puebla.) ISBN 970-690-995-8
- Aquiles Serdán. El antirreeleccionismo en la ciudad de Puebla (1909 - 1911). Puebla, H. Ayuntamiento de Puebla de Zaragoza, Instituto Municipal de Arte y Cultura de Puebla, 2009. ISBN 978-607-95361-0-7

## Reconocimiento póstumo
Como reconocimiento póstumo, el gobierno del estado de Puebla y el ayuntamiento de Puebla le dieron el nombre del escritor a la Casa de la Cultura de la ciudad.